# 肘
肘是指手臂中部，連接上臂與前臂的铰链关节——肘关节附近的区域。有三块骨头与肘关节相连：上臂的肱骨、前臂的尺骨和桡骨。肘关节包括三个关节，肱尺关节、肱桡关节、桡尺近侧关节。
肘尖的突出物是尺骨鹰嘴，而肘内部的外表构造称为肘前窝。

## 图集

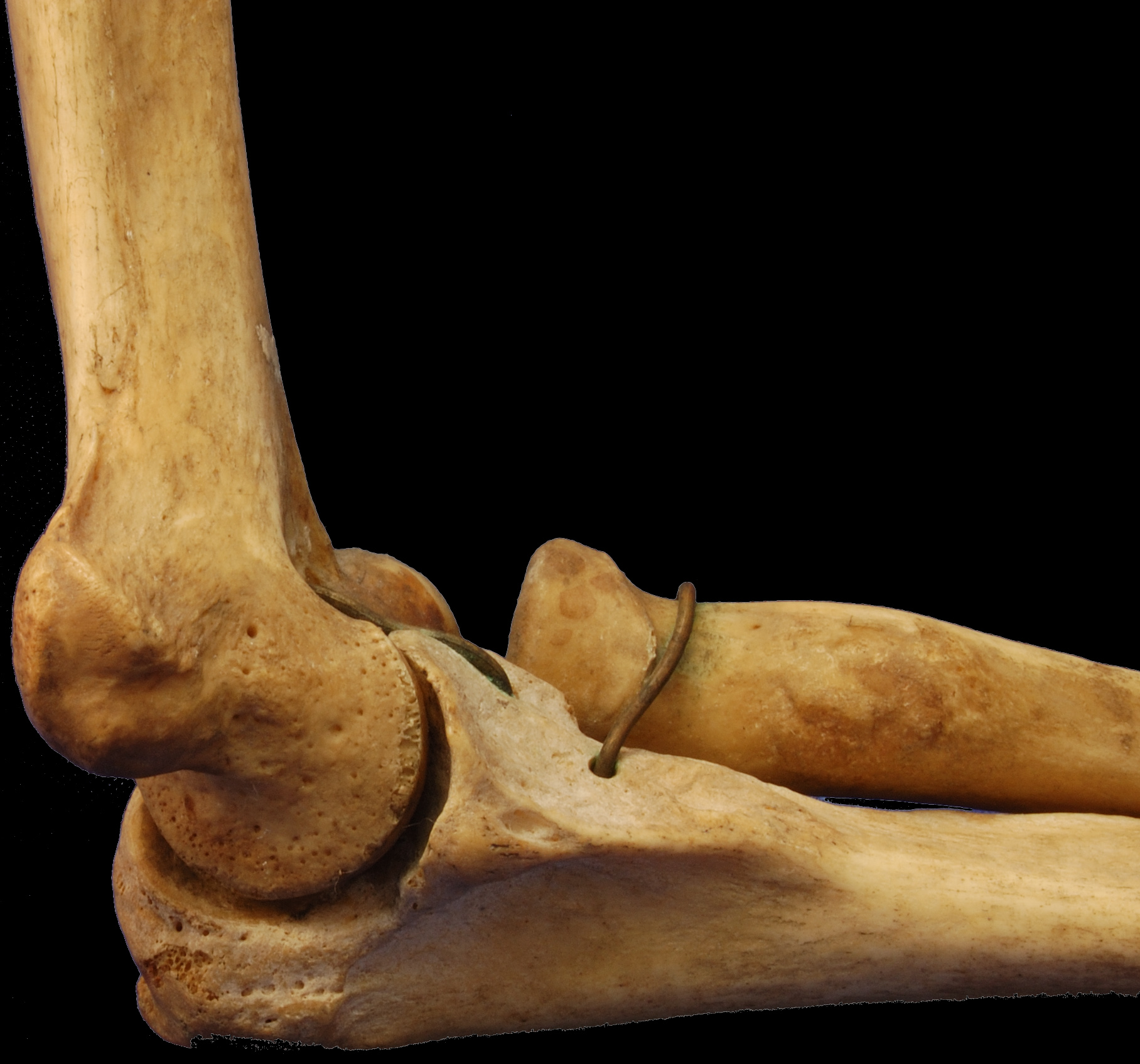
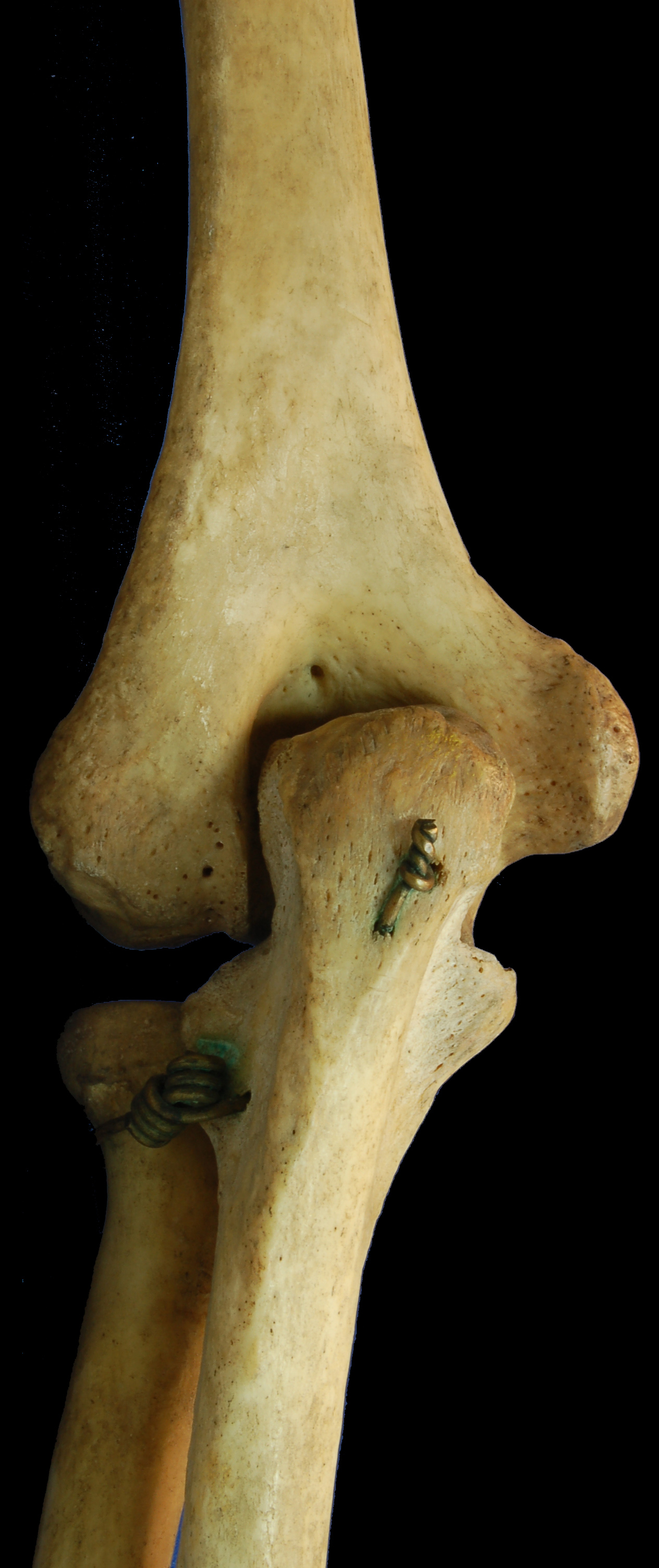
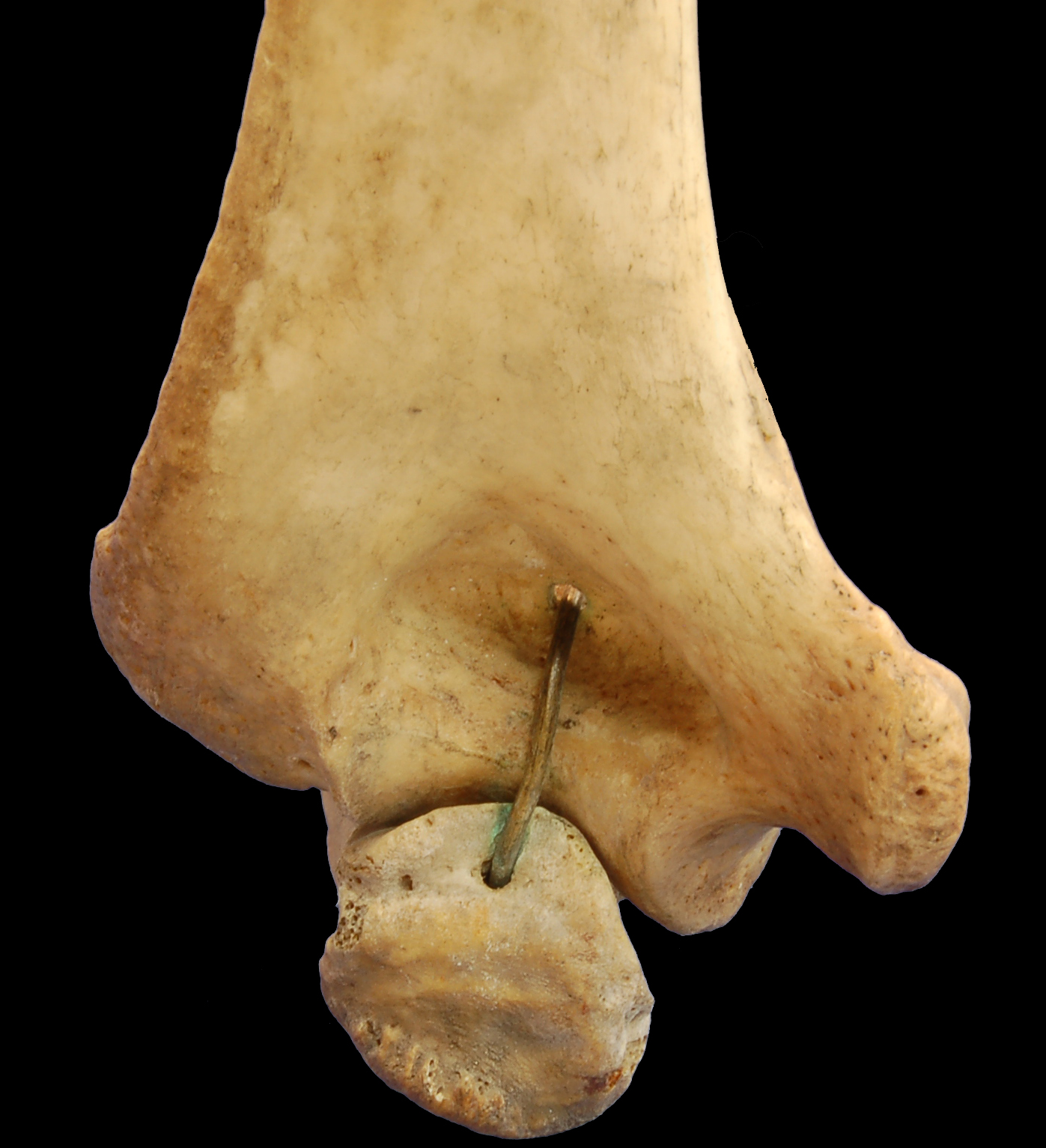
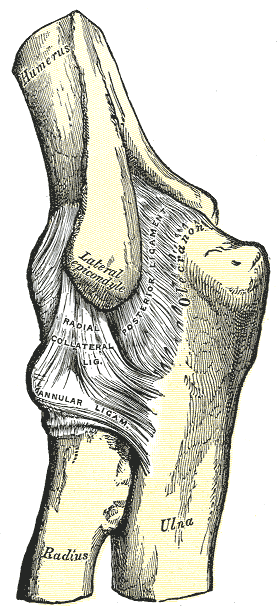
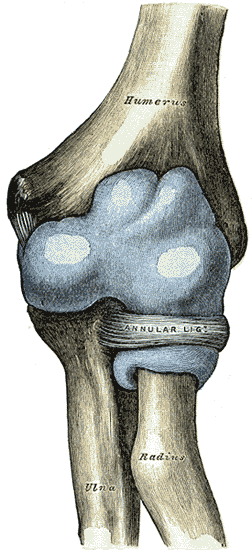
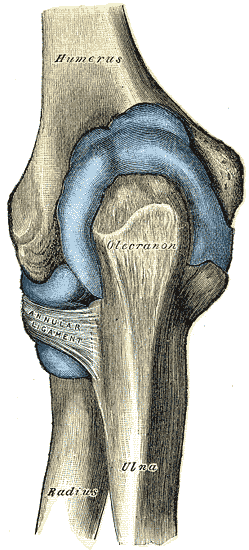
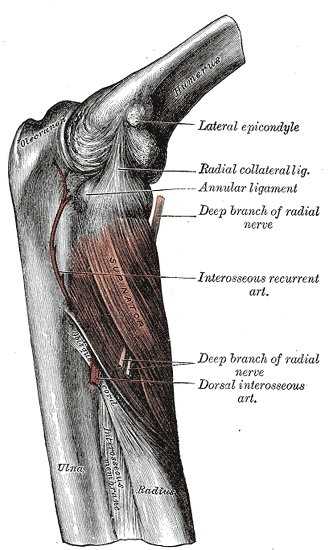
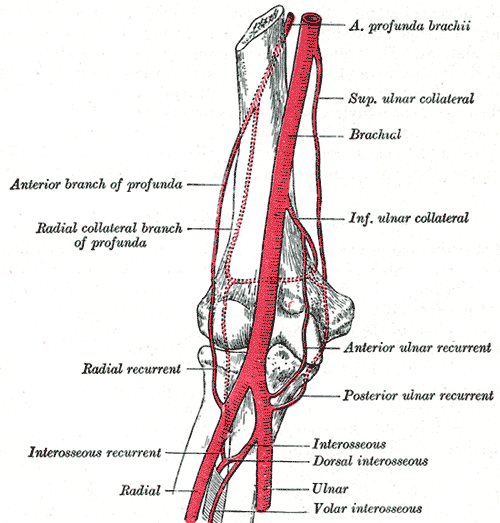
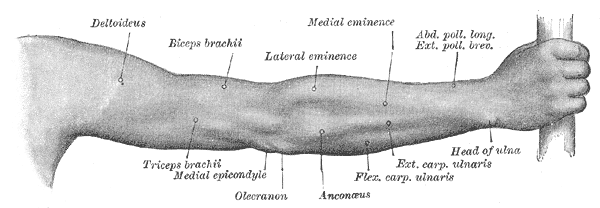
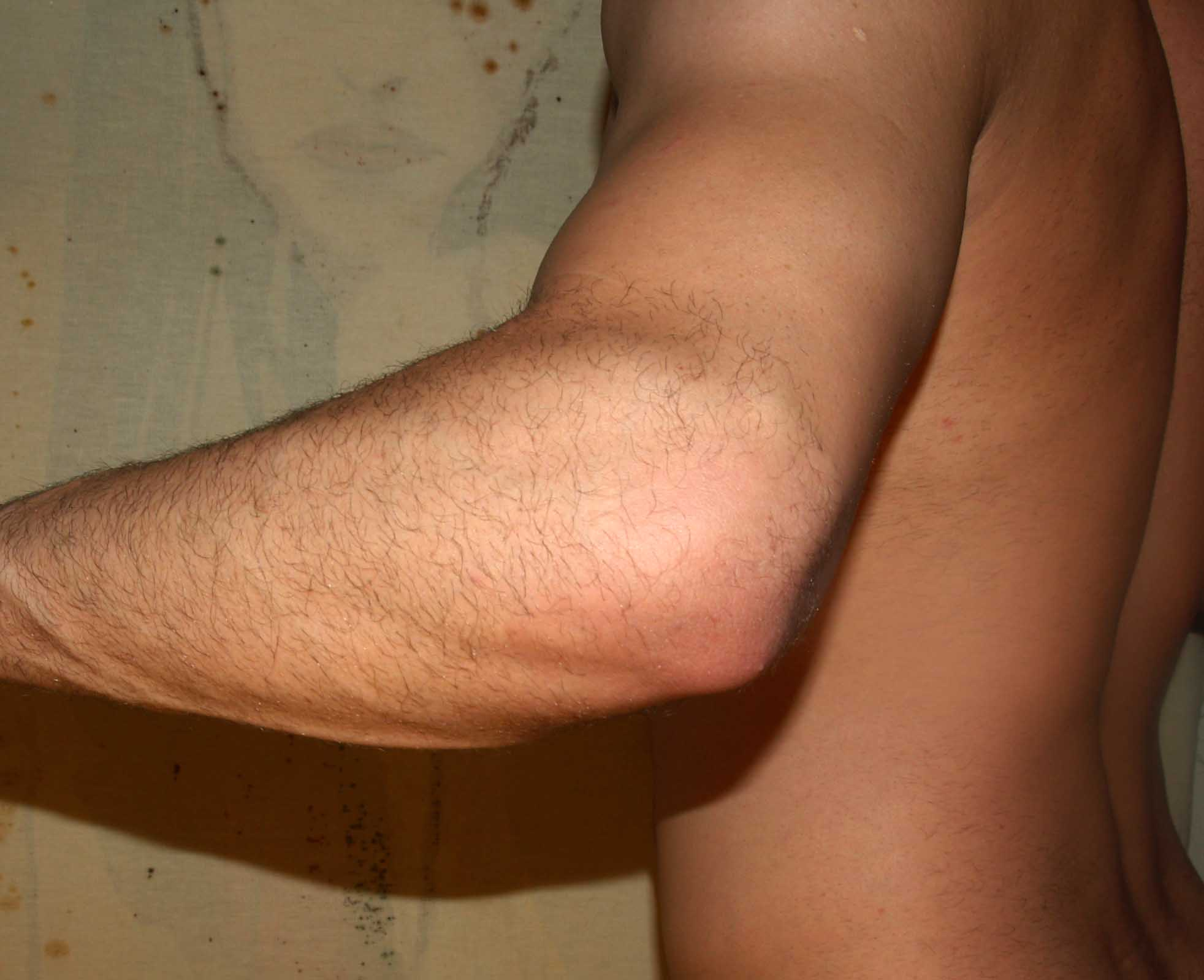
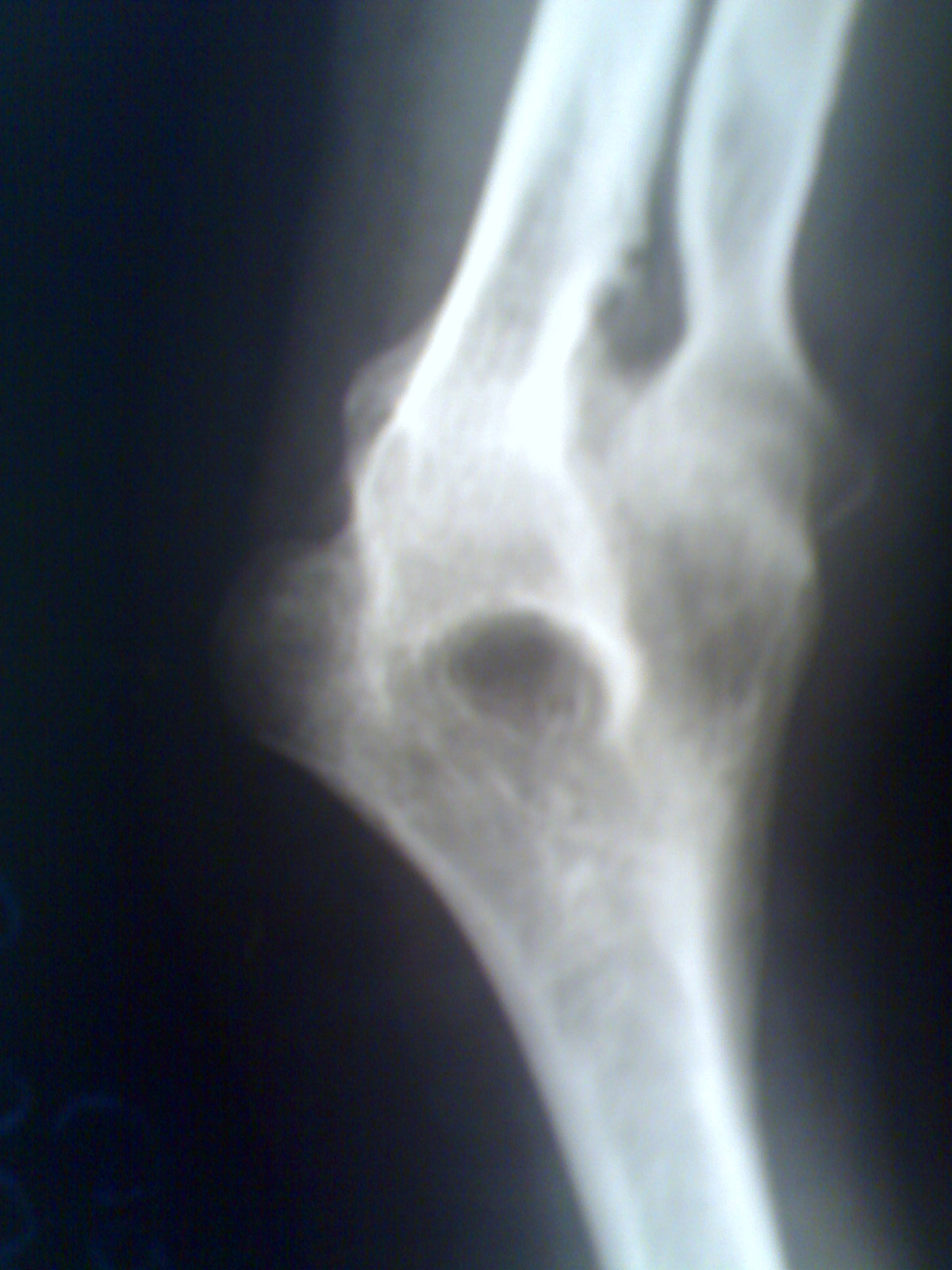